# Batalha da Floresta de Baduena
A Batalha da Floresta de Baduena foi travada na Germânia Inferior, perto da moderna Heiloo, nos Países Baixos em 28 d.C. entre os frísios e o exército romano, que era liderado pelo general Lúcio Aprônio. Baduena (em latim: Baduhenna) é uma deusa germânica adorada na região.

## História
A primeira menção sobre a existências dos frísios aparece no relato da guerra de Druso contra as tribos germânicas do Reno e contra os caúcos em 12 a.C. Os romanos não os atacaram depois de terem destruído os germânicos, mas apenas passaram pelo seu território pela costa para conseguir atacar os caúcos. O relato afirma que os frísios foram "convencidos", o que sugere que a suserania romana lhes foi imposta. Nesta época, Druso já passou a cobrar deles um moderado tributo. Porém, um governador subsequente aumentou os requisitos e exigiu o pagamento de forma brutal, primeiro dizimando os rebanhos frísios, depois confiscando suas terras e finalmente tomando suas esposas e filhos como escravos por dívida. Em 28 a.C., os frísios finalmente se revoltaram e enforcaram os soldados romanos que faziam a cobrança dos tributos, forçando o governador a fugir para um forte que eles imediatamente cercaram.
Segundo Tácito:
| “ | Assim que soube do fato, o propretor da Germânia Inferior, Lúcio Aprônio, convocou da província superior os legionários veteranos e também algumas tropas auxiliares e a cavalaria. Imediatamente depois de transportá-las pelo Reno, atirou-as sobre os frísios, libertando rapidamente o cerco à fortaleza e dispersando os rebeldes que defendiam suas posses. Depois, ele iniciou a construção de sólidas estradas e pontes sobre os estuários vizinhos para facilitar a passagem de tropas pesadas e, enquanto isso, tendo encontrado um vau, ordenou à cavalaria dos caninefates, à frente de toda a infantaria germânica que nos servia, que atacasse o inimigo pela retaguarda. Já em formação de batalha, eles estavam conseguindo fazer recuar nossa cavalaria auxiliar e também a legionária enviada para ajudar até que três coortes leves e depois duas mais e depois de mais algum tempo toda a cavalaria receberam ordens de atacar. Eles seriam poderosos o suficiente se tivessem atacado juntos, mas chegando em intervalos como fizeram, não davam mais coragem aos que foram repelidos e acabaram eles próprios tomados pelo pânico dos fugitivos. Aprônio encarregou o resto dos auxiliares a Cátego Labeu (Cathegus Labeo), o comandante da quinta legião, mas ele também, encontrando seus homens e posição crítica e em extremo perigo, enviou mensageiros implorando pela força total das legiões. Os soldados da quinta avançaram e empurraram o inimigo para trás num combate acirrado e salvaram nossas coortes e cavalaria, que estavam exauridas por causa de seus ferimentos. Mas o general romano não tentou se vingar ou mesmo enterrar os mortos, embora muitos tribunos, prefeitos e centuriões de primeira classe tenham morrido. Logo depois, descobriu-se através de desertores que novecentos romanos foram estraçalhados numa floresta chamada de "de Baduena" depois de prolongar a batalha até o dia seguinte e outro grupo de quatrocentos, que haviam conquistado a casa de um tal Cruptórix, que já fora um soldado na nossa folha de pagamento, temendo traição, morreram num assassinato mútuo. | ” |
|   | — Tácito, Os Anais, Livro IV. |   |

Por algum motivo, os romanos não tentaram se vingar e o assunto terminou aí. O prestígio dos frísios entre seus vizinhos aumentou consideravelmente.